# Honda R&D
Honda R&D Co. Ltd. (Honda Research & Development Corporation Limited) is de ontwerp- en ontwikkelingsdivisie van Honda Motor Corporation.

## Voorgeschiedenis
Soichiro Honda kocht in 1956 een oude fabriek in Shirako (prefectuur Saitama), waar hij nieuwe machines in zette om de Honda Cub F en het Honda Dream Model E in grote aantallen te produceren. Tot dan toe waren alle ideeën en ontwerpen van de bedrijfsleiding gekomen: hoofdingenieur Kiyoshi Kawashima, financieel directeur Takeo Fujisawa en vooral directeur Soichiro Honda zelf. Zij beseften echter dat het ontwerp- en ontwikkelingsproces beter in handen kon komen van specialisten, en daarom werd in 1957 in de Shirako-fabriek het R&D-Center geopend. Dit R&D-Center kon toen al vrijwel zelfstandig van de fabrieken en het hoofdkantoor opereren. Door deze onafhankelijkheid kon Honda R&D zelf competente ingenieurs en ontwerpers aantrekken.

## Honda R&D Japan

### Honda R&D Co. Ltd.
Op 1 juli 1960 werd het R&D Center een volledig eigen bedrijf: Honda R&D Co. Ltd. In november 1961 betrok dit bedrijf zijn nieuwe, eigen gebouwen in Yamato-cho (tegenwoordig Wako). 50% van de aandelen waren in handen van Honda Motor Co., 25% van Soichiro Honda en 25% van Takeo Fujisawa. Er werd ook een R&D-Center in Asaka opgericht.

## Onderafdelingen

### Racing Service Center
In maart 1973 werd Honda Racing Service (RSC) opgericht om te cross- en wegrace-activiteiten te begeleiden en wedstrijdmotoren te ontwikkelen. RSC hield zich aanvankelijk vooral bezig met crossmotoren, want Honda had van 1968 tot 1979 geen fabrieks-wegraceteam. Wel ontwikkelde het in 1977 op basis van de Honda MT 125 Elsinore-crosser de Honda MT 125 R-productieracer en de Honda RCB 1000 enduranceracer.

### New Racing Division (NR Technology Group)
In 1978 werd de New Racing Division opgericht, uitsluitend bedoeld voor de ontwikkeling van de Honda NR 500-viertaktracer. De divisie stond onder leiding van Michihiko Aika.

### Honda Racing Corporation
Op 1 september 1982 werden de Honda Racing Service en de New Racing Division (NR Technology Group) samengevoegd tot de Honda Racing Corporation onder leiding van ingenieur Shoichiro Irimajiri. Daar ontwikkelde men meteen de driecilinder Honda NS 500 wegracer, de Honda RTL 360 trialmotor en de Honda CB 900 F-enduranceracer. HRC werd in de decennia hierna verantwoordelijk voor wedstrijdmotoren voor alle motorsporten.

### HRD Sakura
Gevestigd in shimo-koudo (Sakura (Tochigi)), de auto-equivalent van HRC, ontwikkelt en bouwt motoren voor race-auto's, waaronder de motor voor McLaren-Honda.

### Honda Motorcycle R&D Center
Gevestigd in Senzui Asaka-shi (Saitama), ontwikkelt motorfietsen.

### Honda Automobile R&D Center
Gevestigd in Wako (Saitama), ontwikkelt auto's.

### Honda Power Products R&D Center
Gevestigd in Senzui Asaka-shi (Saitama), ontwikkelt Power Products (o.a. stationaire motoren, aggregaten, cultivators, grasmaaiers en sneeuwblazers)

### Honda Aircraft Engine R&D Center
Gevestigd in Chuo, Wako-shi (Saitama), ontwikkelt vliegtuigmotoren.

### Honda R&D Sun Co. Ltd.
Gevestigd in Hiji-mach, (Oita).

### Honda Fundamental Technology Research Center
Gevestigd in Honcho, Wako-shi (Saitama), ontwikkelt allerlei prototype, waaronder de ASIMO-robot.

### Honda PG Operations Division
De Honda Proving Ground Operations Division beheert een aantal testcircuits, zowel in Japan als in de Verenigde Staten.

#### Tochigi Proving Ground
Ook wel Motegi Proving Ground genoemd. Gevestigd in Oaza Shimo-Takanezawa, Haga-machi, Haga-gun, (Tochigi). In Tochigi worden zowel auto's, motorfietsen als power products gelijktijdig getest op verschillende verharde en onverharde circuits (en voor de grasmaaiers een grasveld) die binnen een grote ovale ringweg liggen die ook deel van het testgebied uitmaakt. Er ligt zelfs een motorcrosscircuit waar ook wielophangingen van auto's getest kunnen worden. De totale lengte van de testwegen is meer dan 60 km.

#### Takasu Proving Ground
Gevestigd in Takasu-cho, Kamikawa-gun op het noordelijkste Japanse eiland, Hokkaido. Daarom worden hier voertuigen getest in natte en winterse omstandigheden. Er ligt een 6,8 km lang, vrijwel ovaal hogesnelheidscircuit (de Circular Course), waar ook scherpe bochten en hellingen in liggen. Naast het circuit ligt de "EU Suburb Course", die slingerwegen in Duitsland of het Verenigd Koninkrijk nabootst.

## Honda R&D Europe
Honda R&D Europe bestaat uit een aantal vestigingen die producten ontwikkelen speciaal voor de Europese markt, maar ook voor de markten in het Midden-Oosten en Afrika.
- Honda R&D Europe (Deutschland) GmbH (HRE-G), gevestigd in Offenbach am Main.
- Honda R&D Europe (UK) Ltd. (HRE-UK), gevestigd in South Marston.
- Honda R&D Europe (UK) Ltd. Moscow Office (HRE-M)
- Honda R&D Europe (UK) Ltd. Turkey Office (HRE-T), gevestigd in Gebze.
- Honda R&D Europe (Italia) Srl. (HRE-I), gevestigd in Rome.
- Honda R&D Europe Middle East (HRME)
- Honda R&D Europe Africa (HGAF)
- Honda Research Institute Europe GmbH (HRI-EU), gevestigd in Offenbach am Main.

## Honda R&D Americas
Honda R&D Americas bestaat uit een aantal vestigingen in de Verenigde Staten, Canada, Mexico en Brazilië. Het hoofdkantoor staat in Torrance (Californië), waar ook American Honda is gevestigd.

### Noord-Amerika
- Honda R&D Americas, Inc. (HRA-LA)
- Honda R&D Americas, Inc. Denver Office (HRA-Den)
- Honda R&D Americas, Inc. Detroit Office (HRA-DT)
- Honda R&D Americas, Inc. Florida Office (HRA-FL)
- Honda R&D Americas, Inc. North Carolina Office (HRA-N)
- Honda R&D Americas, Inc. Ohio Center (HRA-O)
- Honda R&D Americas, Inc. South Carolina Office (HRA-S)
- Honda R&D Americas, Inc. Canada Branch Toronto Office (HRA-C)
- Honda R&D Americas, Inc. Halifax Office (HRA-C-Halifax)
- Honda R&D Americas, Inc. Cincinnati Office (HRA-CIN)
- Honda R&D Americas, Inc. Burlington Office (HRA-BUR)
- Honda R&D Mexico (HRM)
- Honda Research Institute USA, Inc. (HRI-US-SV)
- Honda Research Institute USA, Inc. (HRI-US-OH)

### Zuid-Amerika
- Honda R&D Brazil (HRB-SP2, SP4,SPP)
- Honda R&D Brazil (HRB-M)
- Honda R&D Brazil (HRB-S)

## Honda R&D China
- Honda Motorcycle R&D China Co., Ltd. (HRCh)
- Jialing-Honda Motors Co., Ltd. R&D Center (JLH R&D)
- Honda Motor China Technology Co.,Ltd. R&D Center (HMCT R&D)

## Honda R&D Asia
- Honda R&D Southeast Asia Co., Ltd. Thailand Head Office (HRS-T)
- Honda R&D Southeast Asia Co., Ltd. Indonesia Representative Office (HRS-IN)
- Honda R&D Southeast Asia Co., Ltd. Vietnam Representative Office (HRS-V)
- Honda R&D (India) Pvt. Ltd. (HRID)
- Honda R&D India Pvt. Ltd. (HRID-GN)
- Honda R&D Asia Pacific Co., Ltd. (HRAP)
- Honda Malaysia Sdn. Bhd. R&D Center (HRAP-M)
- Honda R&D India (HGID)
- PT Honda R&D Indonesia HRIN

- CiNii: DA03448544
- Gemeinsame Normdatei: 132797-5
- Library of Congress Control Number: n86087986
- Bibliotheek van het Japanse parlement: 00283086
- Virtual International Authority File: 136126814